# Ejército del Distrito Occidental
El Ejército del Distrito Occidental (西部方面軍 Seibu-hōmen gun) era un mando regional del Ejército Imperial Japonés (equivalente a un ejército) responsable de la defensa de la región de Kantō y el oeste de Honshū, Shikoku y Kyūshū durante la Guerra del Pacífico. Era uno de los mandos regionales en las islas de origen japonesas que informaban al Mando de Defensa General.

## Historia
El Ejército del Distrito Occidental se estableció el 2 de agosto de 1937 como parte de la reestructuración regional del Ejército Imperial Japonés como Mando de Defensa Occidental (西部防衛司令部 Seibu Boei Shireibu). Era esencialmente una milicia y una guarnición responsables del reclutamiento y la defensa civil.
El 1 de agosto de 1940, fue renombrado nuevamente como Ejército Occidental (西部軍 Seibu-gun), que se convirtió en el Ejército del Distrito Occidental el 1 de febrero de 1945.
El Ejército del Distrito Occidental existió al mismo tiempo que el Ejército Japonés del Área XVI y el Ejército Japonés del Área XV, a los que se les encomendó organizar las defensas finales de Kyūshū y Shikoku contra la esperada invasión estadounidense de las islas de origen japonesas. El Ejército del Distrito Occidental asumió todas las funciones administrativas, mientras que los ejércitos de área individuales eran mandos de combate operacionales.
El Ejército del Distrito Occidental permaneció activo durante varios meses después de la rendición de Japón para ayudar a mantener el orden público hasta la llegada de las fuerzas de ocupación estadounidenses, y para supervisar la desmovilización y disolución finales del Ejército Imperial Japonés.

## Comandantes

### Oficiales al mando
|   | Nombre                            | Desde                   | Hasta                   |
| - | --------------------------------- | ----------------------- | ----------------------- |
| 1 | Teniente General Tomou Kodama     | 2 de agosto de 1937     | 15 de julio de 1938     |
| 2 | Teniente General Takuro Matsui    | 15 de julio de 1938     | 9 de marzo de 1940      |
| 3 | Teniente General Heitaro Kamimura | 9 de marzo de 1940      | 10 de abril de 1941     |
| 4 | General Keisuke Fujie             | 10 de abril de 1941     | 22 de marzo de 1944     |
| 5 | General Sadamu Shimomura          | 22 de marzo de 1944     | 22 de noviembre de 1944 |
| 6 | Teniente General Isamu Yokoyama   | 22 de noviembre de 1944 | 13 de octubre de 1945   |
| 7 | Teniente General Kanji Nishihara  | 13 de octubre de 1945   | noviembre de 1945       |

### Jefes de Estado Mayor
|   | Nombre                            | Desde                   | Hasta                   |
| - | --------------------------------- | ----------------------- | ----------------------- |
| 1 | Mayor General Shuntoku Nagami     | 2 de agosto de 1937     | 15 de julio de 1938     |
| 2 | Mayor General Rion NIshimura      | 15 de julio de 1938     | 9 de marzo de 1940      |
| 3 | Teniente General Kazuo Isa        | 9 de marzo de 1940      | 1 de marzo de 1941      |
| 4 | Teniente General Shinnosuke Sasa  | 1 de marzo de 1941      | 22 de diciembre de 1942 |
| 5 | Teniente General Wataro Yoshinaka | 22 de diciembre de 1942 | 3 de mayo de 1945       |
| 6 | Teniente General Masazumi Ineda   | 3 de mayo de 1945       | 13 de octubre de 1945   |

### Libros
- Brooks, Lester (1968). Behind Japan's Surrender: The Secret Struggle That Ended an Empire. New York: McGraw-Hill Book Company.
- Drea, Edward J. (1998). "Japanese Preparations for the Defense of the Homeland & Intelligence Forecasting for the Invasion of Japan". In the Service of the Emperor: Essays on the Imperial Japanese Army. University of Nebraska Press. ISBN 0-8032-1708-0.
- Frank, Richard B (1999). Downfall: The End of the Imperial Japanese Empire. New York: Random House. ISBN 0-679-41424-X.
- Jowett, Bernard (1999). The Japanese Army 1931–45 (Volume 2, 1942–45). Osprey Publishing. ISBN 1-84176-354-3.
- Madej, Victor (1981). Japanese Armed Forces Order of Battle, 1937–1945. Game Publishing Company. ASIN: B000L4CYWW.
- Marston, Daniel (2005). The Pacific War Companion: From Pearl Harbor to Hiroshima. Osprey Publishing. ISBN 1-84176-882-0.
- Skates, John Ray (1994). The Invasion of Japan: Alternative to the Bomb Downfall. New York: University of South Carolina Press. ISBN 0-87249-972-3.

- Datos: Q4186426